# 金沢市立芝原中学校
金沢市立芝原中学校（かなざわしりつしばはらちゅうがっこう）は石川県金沢市湯涌荒屋町にある公立中学校。
石川・富山県境に跨る医王山の麓にあり、同じ校舎の中に併設校の金沢市立湯涌小学校のほか、2008年の浅野川水害により園舎を失った湯涌保育園が移設されており、珍しい保育園～中学校施設一体型の学校である。

## 概要
校区は湯涌小学校からなっているが、小規模特認校の認定を受けており、市内全域からの通学が可となっている。

## 所在地
〒920-1122　石川県金沢市湯涌荒屋町23番地

## その他
- 県内有数のソフトテニスの名門校であり、全国大会に多数の選手を送り出している。
  - 都道府県対抗全日本中学生ソフトテニス大会（第12・20・21・25[都道府県対抗戦優勝]・27回)
  - 全国中学校ソフトテニス大会（昭和48・平成13・21・26・28）
- 和太鼓も盛んで授業に取り入れられており、平成24年度には岡文化賞を受賞した。また各地で演奏活動を行っている。